# 市區重建局 (新加坡)
市區重建局（英語：Urban Redevelopment Authority，簡稱：URA），於1974年4月1日設立，為新加坡政府負責市區重建的法定機構，隸屬於國家發展部之下。

## 使命
市區重建局於1974年4月1日成立。由於新加坡為人口高密度的國家，對於這個都市國家，處在這種土地短缺的情況下，必需要最大限度地利用土地以減少土地浪費。

## 外部連結
- History of the Urban Redevelopment Authority
- Urban Redevelopment Authority
- Singapore City Gallery （页面存档备份，存于）